# Hai visto mai?
Hai visto mai? era un programma televisivo italiano di varietà, in onda il sabato sul Programma Nazionale per 8 puntate dal 17 marzo al 12 maggio 1973 e condotto da Gino Bramieri e Lola Falana. Gli autori erano Italo Terzoli ed Enrico Vaime, mentre la regia era di Enzo Trapani. Il programma era basato sulla comicità di Bramieri, che si esprimeva con monologhi, barzellette e scenette comiche. La novità principale di Bramieri consisteva nel suo fisico, che si presentava notevolmente dimagrito rispetto agli anni precedenti. Lo spettacolo era completato da balletti, musiche e canzoni, tra cui il famoso balletto "Testa spalla baby one, two, three" interpretato da Don Lurio e Lola Falana

## Il programma
Ogni puntata ospitava personaggi del mondo dello spettacolo: Beba Loncar, Adriano Celentano, Maria Giovanna Elmi, Claudio Guarino, Ugo Maria Morosi (prima puntata); Gigliola Cinquetti, Giuliana Lojodice, Paolo Cociani (seconda puntata); Catherine Spaak, Johnny Dorelli, Marisa Merlini, Silvana Panfili, Aleardo Ward (terza puntata); Topo Gigio, Sylva Koscina, Milva, Nico Bellini (quarta puntata); Gilda Giuliani, Nicola Di Bari, Ettore Conti, Cesare Di Vito, Ettore Ribotta, Solvi Stübing, Franco Volpi (quinta puntata); Loretta Goggi, Massimo Ranieri, Enrico Simonetti, Gualtiero Rispoli (sesta puntata); Iva Zanicchi, Domenico Modugno, Simona Ramieri (settima puntata); Elton John, Mina, Laura Rizzoli, Ennio Maiani (ottava puntata).

## Sigle
La sigla di apertura Ah ah ah di Amurri-Terzoli-Vaime-De Martino era cantata da Lola Falana, la sigla finale Quella sera con la luna di Amurri-Terzoli-Vaime-De Martino era cantata da Gino Bramieri.